# Distenia stenola
Distenia stenola là một loài bọ cánh cứng trong họ Cerambycidae.